# 六氟磷酸钾
六氟磷酸钾是化學式為KPF6的無機化合物，是無色的鹽類，由鉀離子和六氟磷酸根離子組成。可以由以下的化學反應來製備：
PCl5  +  KCl  +  6 HF  →  KPF6  +  6 HCl
此放熱反應在液體的氟化氫中進行。
也可以用五氟化磷和氟化鉀反應來製備。
PF5  +  KF  →  KPF6

六氟磷酸钾可溶於熱的鹼性溶液中，并可以用该溶液重结晶。六氟磷酸根的鈉鹽和銨鹽在水中的溶解度比較高，而銣鹽及銫鹽的溶解度比較低。
KPF6是實驗室常見的六氟磷酸離子來源，六氟磷酸離子是非配位陰離子，因此會使其鹽類有親脂性，六氟磷酸鹽的溶解度比密切有關的四氟硼酸盐要小。

## 特性
常溫下的六氟磷酸钾是無色固體，加熱時會熔化，並且會分解。若和固態的氟化鈉一起加熱超過400度，會迅速產生氟氣以及磷，其晶體結構是體心立方晶格，空間Pa3，若溫度低於−25 °C，會轉變成另一種晶體結構。